# حوكمة مفتوحة

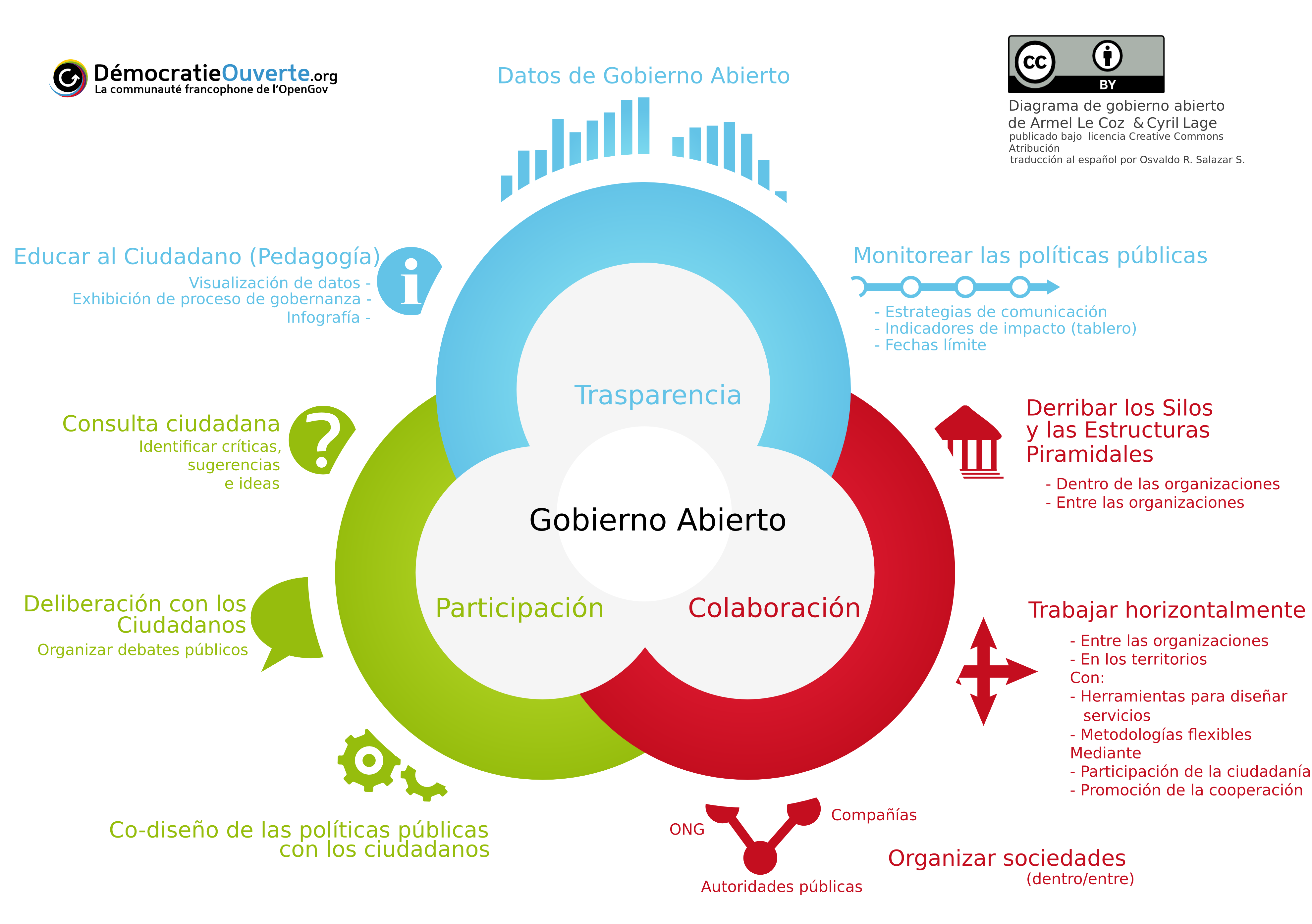

الحوكمة المفتوحة، (بالإنجليزية: Open government)، هي أحد طرق إدارة الحكم الذي يكفل للمواطنين، الحق في الحصول على وثائق، وإجراءات الحكومة للسماح بإجراء رقابة فعالة من قبل العامة. تعارض الحوكمة المفتوحة في مفهومها الواسع مفهوم المصلحة الوطنية والتي تميل إلى إضفاء الشرعية على نطاق واسع من أسرار الدولة. من الممكن إرجاع أصول النقاشات حول الحوكمة المفتوحة إلى عصر التنوير في أوروبا، وذلك ضمن نطاق مناقشات بناء مجتمع ديمقراطي سليم.
من بين التطورات الأخيرة هي نظرية الحوكمة مفتوحة المصدر والتي تدعو إلى تطبيق فلسفات حركة البرمجيات الحرة على مبادئ الديمقراطية لتمكين المواطنين المهتمين من الانخراط أكثر مباشرة في العملية التشريعية.

## المكونات
إن مفهوم الحكومة المفتوحة واسع النطاق، ولكنه غالبًا ما يرتبط بأفكار الشفافية، والمساءلة الحكومية.
أحد التعريفات التي نشرها معهد جودة الحكومة بجامعة غوتنبرغ في السويد، يحد من انفتاح الحكومة على المعلومات الصادرة عن الحكومة، أو إلى أي مدى يمكن للمواطنين طلب وتلقي معلومات لم يتم نشرها بالفعل.
حدد هارلان يو، وديفيد ج.روبنسون التمييز بين البيانات المفتوحة، والحكومة المفتوحة في ورقتهما "الغموض الجديد لـ" الحكومة المفتوحة ".. وهي تحدد الحكومة المفتوحة، من حيث تقديم الخدمات، والمساءلة العامة.. حيث يجادلون بأن:
- التكنولوجيا، يمكن استخدامها لتسهيل الكشف عن المعلومات.
- ولكن استخدام تكنولوجيا البيانات المفتوحة، لا يعني بالضرورة المساءلة.[2]

تقترب منظمة التعاون الاقتصادي والتنمية (OECD)، من الحكومة المفتوحة، من خلال الفئات التالية:
- التنسيق الحكومي الكامل، والمشاركة المدنية، والوصول إلى المعلومات، وشفافية الموازنة، والنزاهة ومكافحة الفساد، واستخدام التكنولوجيا، والتنمية المحلية.[3]

## التاريخ
نشأ مصطلح «الحكومة المفتوحة» في الولايات المتحدة، بعد الحرب العالمية الثانية.
قدم والاس باركس، الذي خدم في لجنة فرعية للمعلومات الحكومية، التي أنشأها الكونغرس الأمريكي، المصطلح في مقالته لعام 1957 «مبدأ الحكومة المفتوحة: تطبيق الحق، في المعرفة بموجب الدستور».
بعد هذا، وبعد إقرار قانون حرية المعلومات (FOIA)، في عام 1966، بدأت المحاكم الفيدرالية، في استخدام هذا المصطلح كمرادف للشفافية الحكومية.
على الرغم من أن هذه كانت المرة الأولى التي يتم فيها إدخال «الحكومة المفتوحة»، يمكن إرجاع مفهوم الشفافية، والمساءلة في الحكومة، إلى اليونان القديمة، في القرن الخامس قبل الميلاد. أثينا حيث نظمت المؤسسات القانونية المختلفة سلوك المسؤولين وعرضت مسارًا للمواطنين للتعبير عن شكاواهم تجاههم. إحدى هذه المؤسسات، euthyna، حملت المسؤولين إلى مستوى «الاستقامة» وفرضت أنهم يقدمون كشفا، أمام مجلس المواطنين، حول كل ما فعلوه في ذلك العام.
يُنظر إلى الحكومة المفتوحة على نطاق واسع على أنها السمة الرئيسية للممارسة الديمقراطية المعاصرة، وغالبًا ما ترتبط بتمرير تشريع حرية المعلومات.
تدعي البلدان الاسكندنافية، أنها اعتمدت أول تشريع لحرية المعلومات، يرجع تاريخها إلى أحكامها الحديثة حتى القرن الثامن عشر، وتستمر فنلندا في افتراض الانفتاح، بعد حصولها على الاستقلال في عام 1917، بإصدار قانونها الخاص بدعاية الوثائق الرسمية في عام 1951 (حلت محلها تشريع جديد في 1999).
ينطوي التطور الناشئ أيضًا على تكامل متزايد للبرامج والآليات التي تسمح للمواطنين بأن يصبحوا أكثر مشاركة بشكل مباشر في الحوكمة، لا سيما في مجال التشريع.
يشير البعض إلى هذه الظاهرة على أنها مشاركة إلكترونية، والتي وُصفت بأنها «استخدام تكنولوجيا المعلومات، والاتصالات، لتوسيع وتعميق المشاركة السياسية، من خلال تمكين المواطنين من التواصل مع بعضهم البعض ومع ممثليهم المنتخبين».

## وصلات خارجية
- مؤتمر Gov 2.0 نسخة محفوظة 31 مايو 2011 على موقع واي باك مشين.